# 文教大学付属中学校・高等学校
文教大学付属中学校・高等学校（ぶんきょうだいがくふぞくちゅうがっこう･こうとうがっこう）は、東京都品川区旗の台三丁目にある私立中高一貫校。文教大学の附属学校である。文教大学学園の校風である「人間愛」をベースに、「進学の強豪校」めざした学校改革により受験者の増加が著しい。校舎全体を建て替え、平成28年夏に完成。

## 沿革
- 昭和2年 - 馬田行啓、小野光洋によって立正幼稚園、立正裁縫女学校を開設。
- 昭和20年 - 戦災により全校焼失。
- 昭和22年 - 学制改革により立正学園中学校を開設。
- 昭和23年 - 立正学園女子高等学校を開設。
- 昭和28年 - 立正学園女子短期大学開設。
- 昭和51年 - 立正女子大学の共学化に伴い、名称を文教大学に改称。これに伴い、立正女子大学教育学部付属立正学園中学校を文教大学付属中学校に改称。
- 昭和52年 - 立正学園女子高等学校を文教大学付属高等学校に改称。
- 平成10年 - 中学・高校を共学化。
- 平成28年 - 新校舎建替え完了。

## 交通
- 東急大井町線・池上線 旗の台駅 徒歩5分
- 東急大井町線 荏原町駅徒歩4分

## 新校舎建て替え

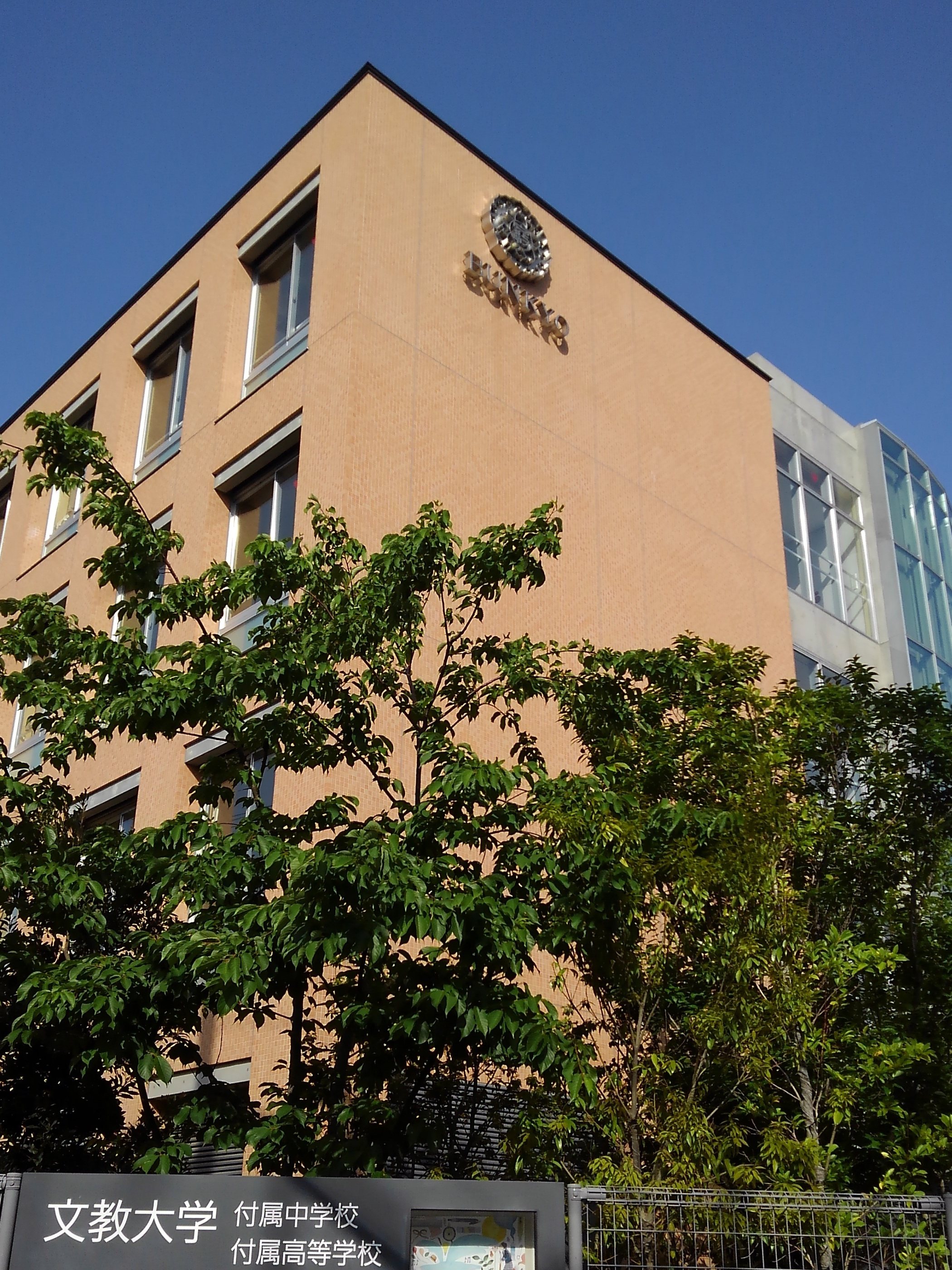
West Port（西棟）

文教大学学園旗の台キャンパス耐震整備工事において、新校舎を建設中。コンセプトは「港」。
- Mother Port
- South Port（旧1号館）
- East Port
- West Port
- North Port